# J1 League 2015
La J1 League 2015, nota come Meiji Yasuda J1 League 2015 per ragioni di sponsorizzazione, è stata la ventitreesima edizione del massimo livello del campionato giapponese di calcio. Il campionato è iniziato il 7 marzo 2015 ed è terminato il 5 dicembre 2015 con la finale per il titolo. Il Gamba Osaka era la squadra campione in carica, avendo vinto il titolo per la seconda volta nella passata stagione.
Il Sanfrecce Hiroshima ha vinto il titolo per la terza volta nella sua storia, vincendo la doppia finale per il titolo sul Gamba Osaka. La classifica marcatori è stata vinta da Yoshito Ōkubo, calciatore del Kawasaki Frontale, autore di 23 reti. Il Matsumoto Yamaga, lo Shimizu S-Pulse, e il Montedio Yamagata sono stati retrocessi in J2 League.

## Stagione

### Novità
Al termine della J. League Division 1 2014 l'Omiya Ardija, il Cerezo Osaka e il Tokushima Vortis sono stati retrocessi in J. League Division 2. Al loro posto sono stati promossi lo Shonan Bellmare, vincitore della J. League Division 2 2014, il Matsumoto Yamaga, secondo classificato, e il Montedio Yamagata, vincitore dei playoff promozione.

### Formula
A partire dalla stagione 2015 la formula del campionato è stata modificata, recuperando la formula del campionato in due fasi usata fino alla stagione 2004.

Il campionato si articola in due fasi ("stage"), durante le quali le 18 squadre si affrontano una volta sola per un totale di 17 partite per fase.
La prima classificata in ciascuna fase si qualifica ai playoff per l'assegnazione del titolo.

Al termine delle due fasi le due classifiche vengono accorpate in un'unica classifica comprensiva delle 34 partite giocate. La prima classificata si qualifica direttamente alla finale per l'assegnazione del titolo. Le ultime 3 classificate retrocedono in J. League Division 2.

Ai playoff per l'assegnazione del titolo partecipano da 3 a 5 squadre. La prima classificata nella classifica comprensiva delle 34 giornate (che accede direttamente alla finale), le due vincitrici delle due fasi e ogni altra squadra che sia tra le prime tre della classifica accorpata delle due fasi. In caso di cinque squadre, nel primo turno in partita unica la squadra vincente la singola fase con il punteggio più alto affronta la terza della classifica stagionale, mentre la squadra vincente la singola fase con il punteggio più basso affronta la seconda della classifica stagionale. Le due squadre vincenti si affrontano in partita unica per decidere chi affronterà la prima della classifica stagionale. In caso di tre squadre, la seconda e la terza della classifica complessiva delle due fasi si affrontano in partita unica per sfidare in finale la prima. La squadra vincitrice della finale è campione della J. League Division 1 2015 e si qualifica per la Coppa del mondo per club FIFA 2015, essendo il Giappone paese ospitante.

Le prime due classificate nella classifica comprensiva delle 34 giornate accedono alla fase a gironi della AFC Champions League 2016.

La terza classificata nella classifica comprensiva delle 34 giornate accede all'ultimo turno di qualificazione della AFC Champions League 2016.

## Squadre partecipanti
| Club                | Città                  | Stadio                         | Stagione precedente              |
| ------------------- | ---------------------- | ------------------------------ | -------------------------------- |
| Albirex Niigata     | Niigata                | Niigata Stadium                | 12º posto                        |
| Gamba Osaka         | Suita                  | Osaka Expo '70 Stadium         | Campione del Giappone            |
| Kashima Antlers     | Kashima                | Kashima Soccer Stadium         | 3º posto                         |
| Kashiwa Reysol      | Kashiwa                | Hitachi Kashiwa Soccer Stadium | 4º posto                         |
| Kawasaki Frontale   | Kawasaki               | Todoroki Athletics Stadium     | 6º posto                         |
| Matsumoto Yamaga    | Matsumoto              | Matsumoto Stadium              | 2º posto in J. League Division 2 |
| Montedio Yamagata   | Prefettura di Yamagata | ND Soft Stadium Yamagata       | 6º posto in J. League Division 2 |
| Nagoya Grampus      | Nagoya                 | Toyota Stadium                 | 10º posto                        |
| Sagan Tosu          | Tosu                   | Best Amenity Stadium           | 5º posto                         |
| Sanfrecce Hiroshima | Hiroshima              | Hiroshima Big Arch             | 8º posto                         |
| Shimizu S-Pulse     | Shizuoka               | IAI Stadium Nihondaira         | 15º posto                        |
| Shonan Bellmare     | Hiratsuka              | Shonan BMW Stadium Hiratsuka   | 1º posto in J. League Division 2 |
| Tokyo               | Tokyo                  | Tokyo Stadium                  | 9º posto                         |
| Urawa Red Diamonds  | Saitama                | Saitama Stadium 2002           | 2º posto                         |
| Vegalta Sendai      | Sendai                 | Yurtec Stadium Sendai          | 14º posto                        |
| Ventforet Kofu      | Kōfu                   | Yamanashi Chuo Bank Stadium    | 13º posto                        |
| Vissel Kobe         | Kōbe                   | Kobe Wing Stadium              | 11º posto                        |
| Yokohama F·Marinos  | Yokohama               | Nissan Stadium                 | 7º posto                         |

## Prima fase

### Classifica finale
Fonte: sito ufficiale
|  | Pos. | Squadra             | Pt | G  | V  | N | P  | GF | GS | DR  |
|  | ---- | ------------------- | -- | -- | -- | - | -- | -- | -- | --- |
|  | 1.   | Urawa Reds          | 41 | 17 | 12 | 5 | 0  | 39 | 17 | +22 |
|  | 2.   | FC Tokyo            | 35 | 17 | 11 | 2 | 4  | 24 | 18 | +6  |
|  | 3.   | Sanfrecce Hiroshima | 34 | 17 | 10 | 4 | 3  | 29 | 16 | +13 |
|  | 4.   | Gamba Osaka         | 32 | 17 | 9  | 5 | 3  | 24 | 13 | +11 |
|  | 5.   | Kawasaki Frontale   | 30 | 17 | 9  | 3 | 5  | 32 | 26 | +6  |
|  | 6.   | Yokohama F·Marinos  | 26 | 17 | 7  | 5 | 5  | 21 | 17 | +4  |
|  | 7.   | Vegalta Sendai      | 23 | 17 | 6  | 5 | 6  | 27 | 20 | +7  |
|  | 8.   | Kashima Antlers     | 22 | 17 | 6  | 4 | 7  | 27 | 25 | +2  |
|  | 9.   | Nagoya Grampus      | 22 | 17 | 6  | 4 | 7  | 18 | 18 | 0   |
|  | 10.  | Shonan Bellmare     | 22 | 17 | 6  | 4 | 7  | 20 | 24 | −4  |
|  | 11.  | Sagan Tosu          | 20 | 17 | 5  | 5 | 7  | 22 | 32 | -10 |
|  | 12.  | Ventforet Kofu      | 20 | 17 | 6  | 2 | 9  | 12 | 22 | −10 |
|  | 13.  | Vissel Kōbe         | 19 | 17 | 4  | 7 | 6  | 17 | 19 | -2  |
|  | 14.  | Kashiwa Reysol      | 18 | 17 | 4  | 6 | 7  | 22 | 25 | −3  |
|  | 15.  | Matsumoto Yamaga    | 15 | 17 | 4  | 3 | 10 | 17 | 26 | -9  |
|  | 16.  | Montedio Yamagata   | 14 | 17 | 3  | 5 | 9  | 14 | 24 | −10 |
|  | 17.  | Albirex Niigata     | 14 | 17 | 3  | 5 | 9  | 20 | 33 | −13 |
|  | 18.  | Shimizu S-Pulse     | 13 | 17 | 3  | 4 | 10 | 22 | 32 | −10 |

Legenda:

      Ammesse ai playoff per il titolo
Tre punti a vittoria, uno a pareggio, zero a sconfitta.
La classifica viene stilata secondo i seguenti criteri:
- Punti conquistati
- Differenza reti generale
- Reti totali realizzate
- Punti negli scontri diretti
- Differenza reti negli scontri diretti
- Reti realizzate negli scontri diretti
- Classifica fair-play
- Sorteggio

### Risultati
|           | Alb  | Gam  | KaA  | KaR  | Kaw  | Mat  | Mon  | Nag  | Sag  | San  | Shi  | Sho  | Tok  | Ura  | Veg  | Ven  | Vis  | Yok  |
| --------- | ---- | ---- | ---- | ---- | ---- | ---- | ---- | ---- | ---- | ---- | ---- | ---- | ---- | ---- | ---- | ---- | ---- | ---- |
| Albirex   | –––– |      |      | 3-2  |      |      | 1-1  | 1-1  |      |      | 0-0  |      | 0-1  |      | 0-3  | 0-2  | 2-2  |      |
| Gamba     | 2-1  | –––– | 2-0  |      | 1-1  | 1-0  |      | 3-1  |      |      |      |      | 2-2  |      | 1-1  |      | 0-0  |      |
| Kashima   | 1-1  |      | –––– |      | 2-3  | 3-1  |      |      | 3-1  | 2-2  |      | 1-2  |      |      |      | 0-1  | 1-2  |      |
| Kashiwa   |      | 1-0  | 1-3  | –––– |      |      |      |      |      | 2-3  | 0-0  | 0-0  |      | 3-3  | 1-1  |      |      | 1-2  |
| Kawasaki  | 4-1  |      |      | 1-4  | –––– | 2-0  |      |      | 3-2  | 0-1  |      | 2-1  |      | 1-1  |      | 3-0  | 2-2  |      |
| Matsumoto | 1-2  |      |      | 1-3  |      | –––– |      |      |      | 1-2  |      | 2-3  | 1-2  |      | 1-0  | 2-0  | 2-0  | 0-3  |
| Montedio  |      | 1-3  | 2-2  | 3-0  | 1-0  | 0-0  | –––– |      |      |      |      | 1-2  | 0-1  |      |      |      | 0-1  | 1-0  |
| Nagoya    |      |      | 1-1  | 1-0  | 0-1  | 3-3  | 0-0  | –––– | 0-1  | 2-0  | 3-1  | 3-0  |      |      |      |      |      |      |
| Sagan     | 2-1  | 1-0  |      | 1-1  |      | 1-1  | 1-0  |      | –––– | 2-2  |      |      | 1-2  | 1-6  |      |      | 1-1  |      |
| Sanfrecce | 4-2  | 0-1  |      |      |      |      | 5-1  |      |      | –––– | 2-0  |      |      | 0-0  | 2-0  | 2-0  | 0-1  |      |
| Shimizu   |      | 2-3  | 3-1  |      | 5-2  | 0-1  | 3-3  |      | 2-2  |      | –––– |      |      |      |      | 0-2  |      | 1-2  |
| Shonan    | 1-3  |      |      |      |      |      |      |      | 4-2  | 0-0  | 4-0  | –––– | 0-1  | 1-3  | 0-0  |      | 1-1  |      |
| Tokyo     |      |      | 0-1  | 2-1  |      | 2-1  |      | 0-1  |      | 1-2  | 3-2  |      | –––– |      |      | 1-0  |      | 0-0  |
| Urawa     | 5-2  | 1-0  | 2-1  |      |      | 1-0  | 1-0  | 2-1  |      |      | 1-0  |      | 4-1  | –––– |      |      |      | 2-1  |
| Vegalta   |      |      | 1-2  |      | 2-3  |      | 2-0  | 2-0  | 5-0  |      | 2-1  |      |      | 4-4  | –––– | 0-1  |      |      |
| Ventforet |      | 0-2  |      | 1-1  |      |      | 2-0  | 1-0  | 0-3  |      |      | 0-1  |      | 0-2  |      | –––– |      | 1-1  |
| Vissel    |      |      |      | 0-1  |      |      |      | 0-1  |      |      | 1-2  |      | 0-2  | 1-1  | 0-1  | 4-1  | –––– | 1-1  |
| Yokohama  | 1-0  | 1-1  | 0-3  |      | 1-3  |      |      | 2-0  | 1-0  | 1-2  |      | 3-0  |      |      | 1-1  |      |      | –––– |

## Seconda fase

### Classifica finale
Fonte: sito ufficiale
|  | Pos. | Squadra             | Pt | G  | V  | N | P  | GF | GS | DR  |
|  | ---- | ------------------- | -- | -- | -- | - | -- | -- | -- | --- |
|  | 1.   | Sanfrecce Hiroshima | 40 | 17 | 13 | 1 | 3  | 44 | 14 | +30 |
|  | 2.   | Kashima Antlers     | 37 | 17 | 12 | 1 | 4  | 30 | 16 | +14 |
|  | 3.   | Gamba Osaka         | 31 | 17 | 9  | 4 | 4  | 32 | 24 | +8  |
|  | 4.   | Urawa Reds          | 31 | 17 | 9  | 4 | 4  | 30 | 23 | +7  |
|  | 5.   | Yokohama F·Marinos  | 29 | 17 | 8  | 5 | 4  | 24 | 15 | +9  |
|  | 6.   | FC Tokyo            | 28 | 17 | 8  | 4 | 5  | 21 | 15 | +6  |
|  | 7.   | Kawasaki Frontale   | 27 | 17 | 8  | 3 | 6  | 30 | 22 | +8  |
|  | 8.   | Kashiwa Reysol      | 27 | 17 | 8  | 3 | 6  | 24 | 18 | +6  |
|  | 9.   | Shonan Bellmare     | 26 | 17 | 7  | 5 | 5  | 20 | 20 | 0   |
|  | 10.  | Nagoya Grampus      | 24 | 17 | 7  | 3 | 7  | 26 | 30 | -4  |
|  | 11.  | Albirex Niigata     | 20 | 17 | 5  | 5 | 7  | 21 | 25 | -4  |
|  | 12.  | Sagan Tosu          | 20 | 17 | 4  | 8 | 5  | 15 | 22 | -7  |
|  | 13.  | Vissel Kōbe         | 19 | 17 | 6  | 1 | 10 | 27 | 30 | -3  |
|  | 14.  | Ventforet Kofu      | 17 | 17 | 4  | 5 | 8  | 14 | 21 | -7  |
|  | 15.  | Matsumoto Yamaga    | 13 | 17 | 3  | 4 | 10 | 13 | 28 | -15 |
|  | 16.  | Vegalta Sendai      | 12 | 17 | 3  | 3 | 11 | 17 | 28 | -11 |
|  | 17.  | Shimizu S-Pulse     | 12 | 17 | 2  | 6 | 9  | 15 | 33 | -18 |
|  | 18.  | Montedio Yamagata   | 10 | 17 | 1  | 7 | 9  | 10 | 29 | -19 |

Legenda:

      Ammesse ai playoff per il titolo
Tre punti a vittoria, uno a pareggio, zero a sconfitta.
La classifica viene stilata secondo i seguenti criteri:
- Punti conquistati
- Differenza reti generale
- Reti totali realizzate
- Punti negli scontri diretti
- Differenza reti negli scontri diretti
- Reti realizzate negli scontri diretti
- Classifica fair-play
- Sorteggio

### Risultati
|           | Alb  | Gam  | KaA  | KaR  | Kaw  | Mat  | Mon  | Nag  | Sag  | San  | Shi  | Sho  | Tok  | Ura  | Veg  | Ven  | Vis  | Yok  |
| --------- | ---- | ---- | ---- | ---- | ---- | ---- | ---- | ---- | ---- | ---- | ---- | ---- | ---- | ---- | ---- | ---- | ---- | ---- |
| Albirex   | –––– | 2-2  | 2-3  |      | 1-2  | 2-0  |      |      | 1-0  | 0-2  |      | 0-2  |      | 1-2  |      |      |      | 1-1  |
| Gamba     |      | –––– |      | 3-1  |      |      | 4-0  |      | 1-1  | 0-2  | 1-0  | 1-0  |      | 2-1  |      | 2-1  |      | 2-2  |
| Kashima   |      | 1-2  | –––– | 3-2  |      |      | 3-0  | 1-0  |      |      | 0-0  |      | 2-1  | 1-2  | 3-2  |      |      | 2-0  |
| Kashiwa   | 1-1  |      |      | –––– | 1-0  | 2-0  | 0-0  | 3-1  | 2-3  |      |      |      | 0-1  |      |      | 2-2  | 2-0  |      |
| Kawasaki  |      | 5-3  | 1-3  |      | –––– |      | 0-0  | 6-1  |      |      | 3-2  |      | 2-0  |      | 1-0  |      |      | 0-1  |
| Matsumoto |      | 1-1  | 2-0  |      | 1-3  | –––– | 2-2  | 0-1  | 1-2  |      | 1-0  |      |      | 1-2  |      |      |      |      |
| Montedio  | 1-3  |      |      |      |      |      | –––– | 0-3  | 1-3  | 1-3  | 1-2  |      |      | 0-0  | 1-1  | 0-1  |      |      |
| Nagoya    | 4-2  | 3-2  |      |      |      |      |      | –––– |      |      |      |      | 0-0  | 2-1  | 0-1  | 4-2  | 2-0  | 0-3  |
| Sagan     |      |      | 0-3  |      | 1-1  |      |      | 0-0  | –––– |      | 0-0  | 1-1  |      |      | 1-0  | 0-1  |      | 1-2  |
| Sanfrecce |      |      | 0-1  | 0-3  | 2-1  | 6-0  |      | 5-2  | 0-0  | –––– |      | 5-0  | 0-1  |      |      |      |      | 2-0  |
| Shimizu   | 1-1  |      |      | 0-2  |      |      |      | 2-2  |      | 1-5  | –––– | 1-2  | 1-1  | 1-4  | 0-1  |      | 0-5  |      |
| Shonan    |      |      | 2-1  | 3-0  | 2-1  | 1-1  | 0-1  | 2-1  |      |      |      | –––– |      |      |      | 0-2  |      | 1-1  |
| Tokyo     | 3-1  | 2-1  |      |      |      | 1-0  | 0-0  |      | 0-0  |      |      | 1-2  | –––– | 3-4  | 3-1  |      | 3-0  |      |
| Urawa     |      |      |      | 1-0  | 1-1  |      |      |      | 1-1  | 1-2  |      | 1-0  |      | –––– | 3-1  | 1-1  | 5-2  |      |
| Vegalta   | 0-1  | 1-3  |      | 0-1  |      | 3-1  |      |      |      | 3-4  |      | 1-1  |      |      | –––– |      | 1-2  | 1-3  |
| Ventforet | 0-0  |      | 0-1  |      | 1-3  | 0-1  |      |      |      | 0-2  | 2-2  |      | 0-1  |      | 0-0  | –––– | 1-0  |      |
| Vissel    | 1-2  | 1-2  | 0-2  |      | 2-0  | 2-1  | 3-1  |      | 7-1  | 0-4  |      | 1-1  |      |      |      |      | –––– |      |
| Yokohama  |      |      |      | 0-1  |      | 0-0  | 1-1  |      |      |      | 1-2  |      | 1-0  | 4-0  |      | 2-0  | 2-1  | –––– |

## Classifica finale
Fonte: Sito ufficiale
|  | Pos. | Squadra             | Pt | G  | V  | N  | P  | GF | GS | DR  |
|  | ---- | ------------------- | -- | -- | -- | -- | -- | -- | -- | --- |
|  | 1.   | Sanfrecce Hiroshima | 74 | 34 | 23 | 5  | 6  | 73 | 30 | +43 |
|  | 2.   | Urawa Reds          | 72 | 34 | 21 | 9  | 4  | 69 | 40 | +29 |
|  | 3.   | Gamba Osaka         | 63 | 34 | 18 | 9  | 7  | 56 | 37 | +19 |
|  | 4.   | FC Tokyo            | 63 | 34 | 19 | 6  | 9  | 45 | 33 | +12 |
|  | 5.   | Kashima Antlers     | 59 | 34 | 18 | 5  | 11 | 57 | 41 | +16 |
|  | 6.   | Kawasaki Frontale   | 57 | 34 | 17 | 6  | 11 | 62 | 48 | +14 |
|  | 7.   | Yokohama F·Marinos  | 55 | 34 | 15 | 10 | 9  | 45 | 32 | +13 |
|  | 8.   | Shonan Bellmare     | 48 | 34 | 13 | 9  | 12 | 40 | 44 | -4  |
|  | 9.   | Nagoya Grampus      | 46 | 34 | 13 | 7  | 14 | 44 | 48 | -4  |
|  | 10.  | Kashiwa Reysol      | 45 | 34 | 12 | 9  | 13 | 46 | 43 | +3  |
|  | 11.  | Sagan Tosu          | 40 | 34 | 9  | 13 | 12 | 37 | 54 | -17 |
|  | 12.  | Vissel Kōbe         | 38 | 34 | 10 | 8  | 16 | 44 | 49 | -5  |
|  | 13.  | Ventforet Kofu      | 37 | 34 | 10 | 7  | 17 | 26 | 43 | -17 |
|  | 14.  | Vegalta Sendai      | 35 | 34 | 9  | 8  | 17 | 44 | 48 | -4  |
|  | 15.  | Albirex Niigata     | 34 | 34 | 8  | 10 | 16 | 41 | 58 | -17 |
|  | 16.  | Matsumoto Yamaga    | 28 | 34 | 7  | 7  | 20 | 30 | 54 | -24 |
|  | 17.  | Shimizu S-Pulse     | 25 | 34 | 5  | 10 | 19 | 37 | 65 | -28 |
|  | 18.  | Montedio Yamagata   | 24 | 34 | 4  | 12 | 18 | 24 | 53 | -29 |

Legenda:

      ammessa alla finale dei playoff per il titolo e alla AFC Champions League 2016
      ammessa alla fase a gironi della AFC Champions League 2016
      ammessa alle qualificazioni della AFC Champions League 2016
      Retrocessa in J. League Division 2 2016
Tre punti a vittoria, uno a pareggio, zero a sconfitta.
La classifica viene stilata secondo i seguenti criteri:
- Punti conquistati
- Differenza reti generale
- Reti totali realizzate
- Punti negli scontri diretti
- Differenza reti negli scontri diretti
- Reti realizzate negli scontri diretti
- Classifica fair-play
- Sorteggio

## Spareggi per il titolo
Agli spareggi per il titolo accedono 3 squadre. Il Sanfrecce Hiroshima, primo classificato nella classifica stagionale, accede direttamente alla finale. Poiché le squadre vincitrici la prima e la seconda fase si sono classificate ai primi due posti della classifica stagionale, agli spareggi accedono tre squadre e il primo turno viene saltato.

### Semifinale
| Arbitro: | Hajime Matsuo |

|                 |           |                                     |
| Ljubijankič 72’ | Marcatori | 47’ Konno 117’ Fujiharu 120’ Patric |

### Finale
| Arbitro: | Kenji Ogiya |

|                        |           |                                        |
| Nagasawa 60’ Konno 82’ | Marcatori | 80’ Douglas 90+1’ Sasaki 90+6’ Kashiwa |

| Arbitro: | Yūichi Nishimura |

|           |           |           |
| Asano 76’ | Marcatori | 28’ Konno |

## Statistiche

### Classifica marcatori
Fonte: Sito ufficiale
| Gol |  |  | Giocatore       | Squadra             |
| --- |  |  | --------------- | ------------------- |
| 23  |  |  | Yoshito Ōkubo   | Kawasaki Frontale   |
| 21  |  |  | Douglas         | Sanfrecce Hiroshima |
| 19  |  |  | Takashi Usami   | Gamba Osaka         |
| 16  |  |  | Yōhei Toyoda    | Sagan Tosu          |
| 14  |  |  | Cristiano       | Kashiwa Reysol      |
| 13  |  |  | Yūki Mutō       | Urawa Red Diamonds  |
| 12  |  |  | Shinzō Kōroki   | Urawa Red Diamonds  |
| 12  |  |  | Patric          | Gamba Osaka         |
| 12  |  |  | Hisato Satō     | Sanfrecce Hiroshima |
| 11  |  |  | Genki Ōmae      | Shimizu S-Pulse     |
| 10  |  |  | Caio            | Kashima Antlers     |
| 10  |  |  | Diego Souza     | Montedio Yamagata   |
| 10  |  |  | Masato Kudō     | Kashiwa Reysol      |
| 10  |  |  | Yoshinori Mutō  | Tokyo               |
| 10  |  |  | Kensuke Nagai   | Nagoya Grampus      |
| 10  |  |  | Kazuma Watanabe | Vissel Kobe         |
| 9   |  |  | Mū Kanazaki     | Kashima Antlers     |
| 9   |  |  | Kengo Kawamata  | Nagoya Grampus      |
| 9   |  |  | Leandro         | Kashiwa Reysol      |
| 9   |  |  | Ryōichi Maeda   | Tokyo               |
| 9   |  |  | Renato          | Kawasaki Frontale   |
| 9   |  |  | Peter Utaka     | Shimizu S-Pulse     |

## Verdetti
- Sanfrecce Hiroshima campione del Giappone 2015.
- Sanfrecce Hiroshima (1ª classificata) e Urawa Reds (2ª) ammesse alla fase a gironi della AFC Champions League 2016.
- Gamba Osaka (3ª classificata) ammessa alle qualificazioni della AFC Champions League 2016.
- Matsumoto Yamaga (16ª classificata), Shimizu S-Pulse (17ª) e Montedio Yamagata (18ª) retrocesse in J. League Division 2.